# Nama demissum
Nama demissum är en strävbladig växtart som beskrevs av Asa Gray. Nama demissum ingår i släktet Nama och familjen strävbladiga växter.

## Underarter
Arten delas in i följande underarter:
- N. d. covillei
- N. d. iineare

## Bildgalleri

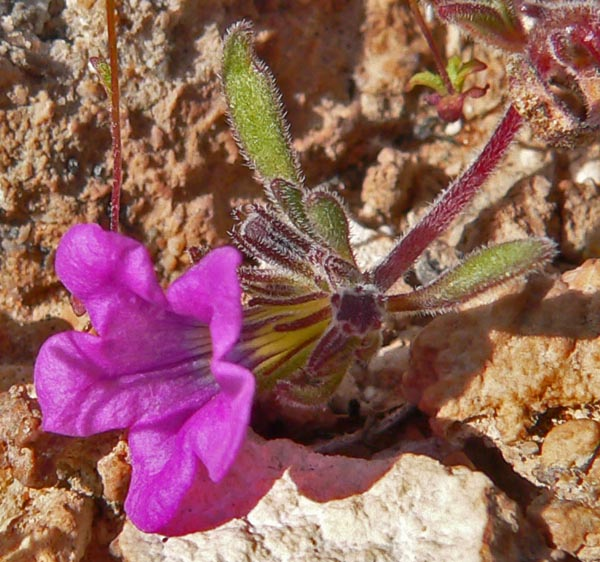
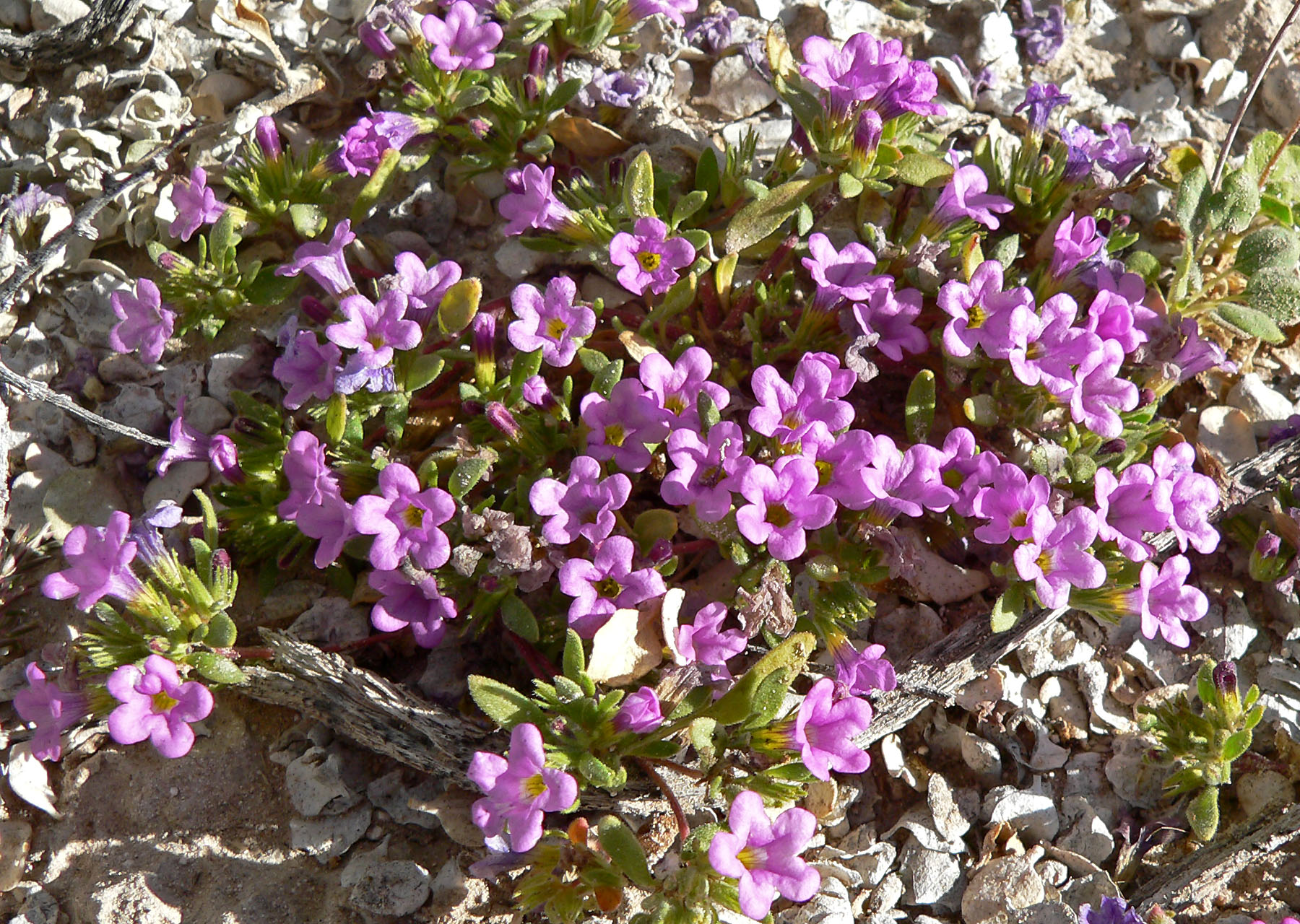
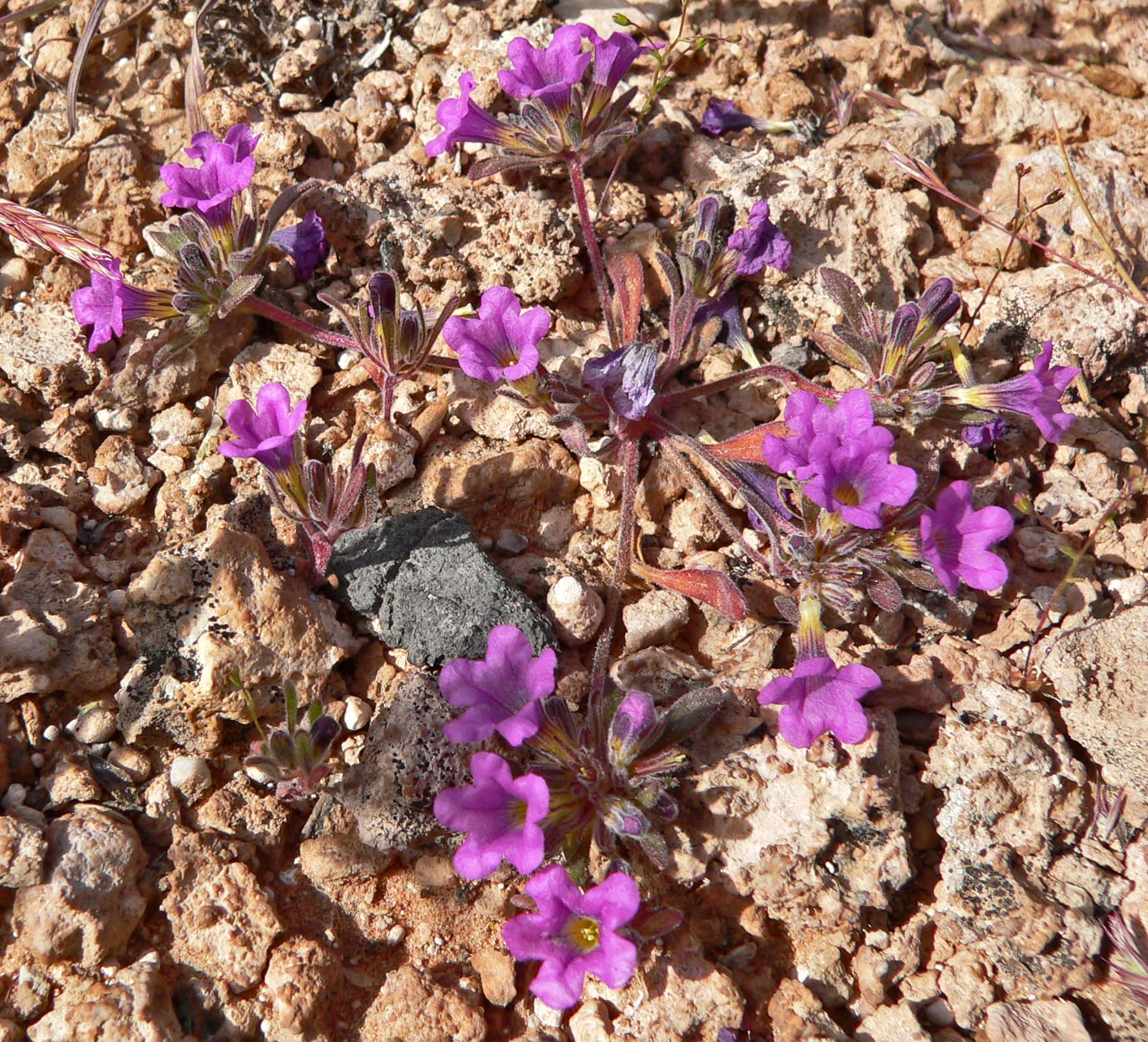
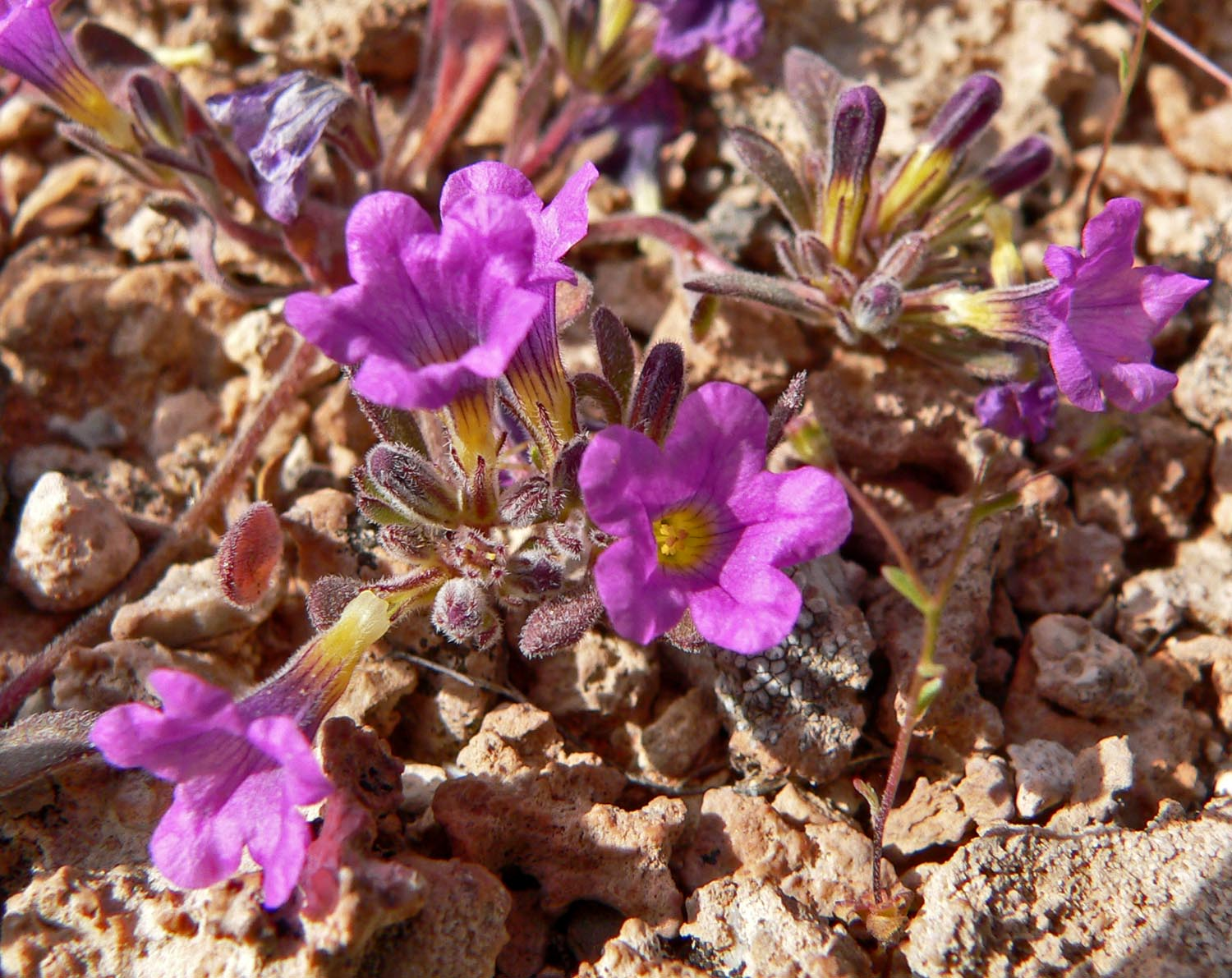
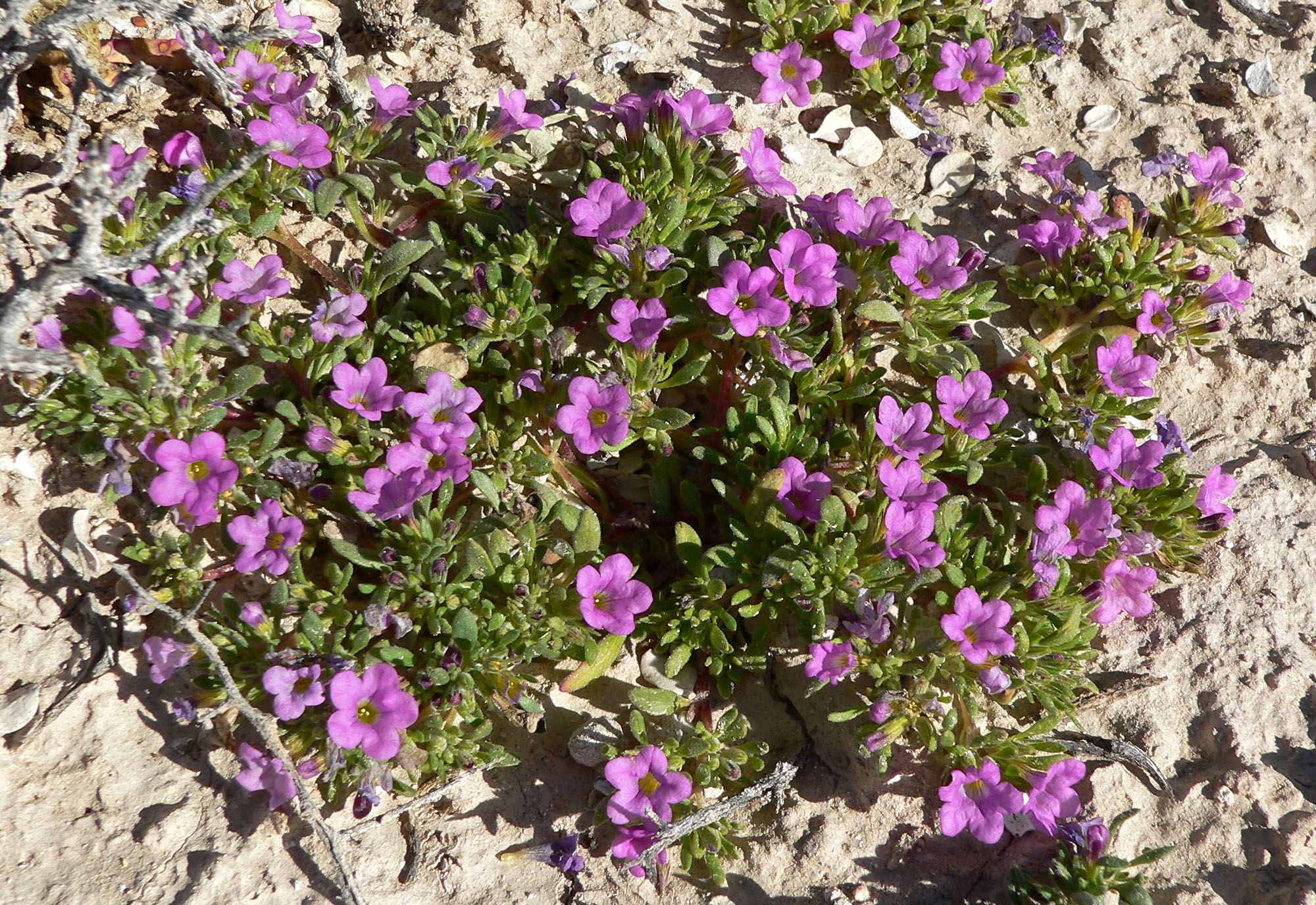
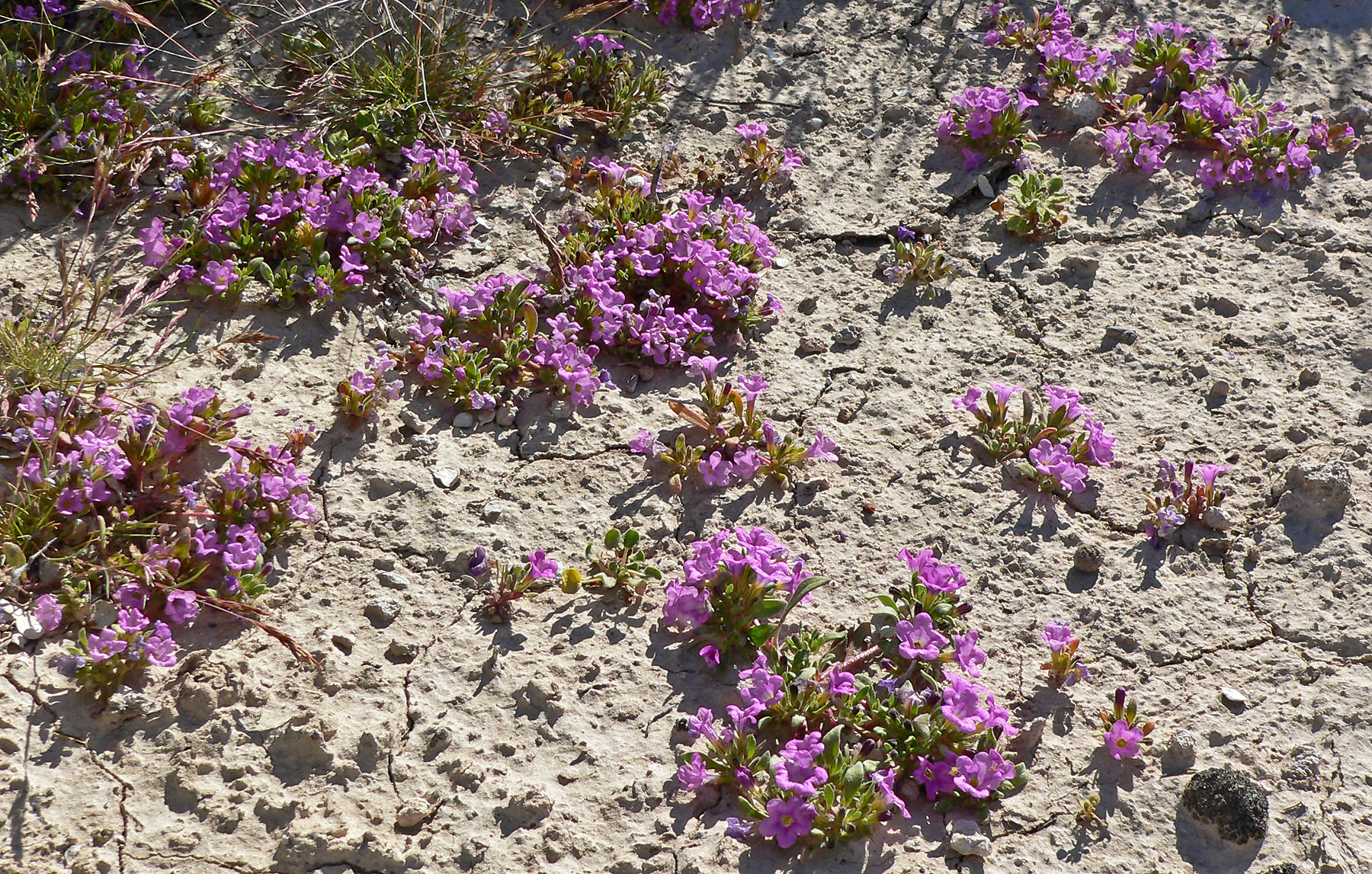